# Indrechtach mac Dúnchado
 Indrechtach mac Dúnchado Muirisci (mort en 707) est un roi de Connacht issu des Uí Fiachrach Muaidhe une branche des Connachta. Il est le fils d'un précédent souverain Dúnchad Muirisci mac Tipraite (mort en 683).
Il règne de 705 à 707.

## Règne
Son prédécesseur Cellach mac Rogallaig (mort en 705) avait infligé une cinglante défaite aux tentatives des Ui Neill du Nord d'imposer leur suprématie lors de la bataille de Corann en 703. Comme vengeance les Ui Neill menés par Fergal mac Máele Dúin du Cenél nEógain; Fergal mac Loingsig du Cenél Conaill; et Conall Menn du Cenél Coirpri défont et tuent Indrechtach en 707. Les Annales de Tigernach désignent Indrechtach sous le titre de « Roi des Trois Connachta » ce qui implique l'amorce de la constitution d'une véritable souveraineté provinciale destinée à faire face aux prétentions des Ui Neill.
Le fils d'Indrechtach Ailill Medraige mac Indrechtaig (mort en 764) sera également roi de Connacht

## Sources
- (en) Francis John Byrne, Irish Kings and High-Kings, Londres, Batsford, 1973 (ISBN 0-7134-5882-8)
- (en) T.W Moody, F.X. Martin, F.J. Byrne A New History of Ireland IX Maps, Genealogies, Lists. A companion to Irish History part II . Oxford University Press réédition 2011  (ISBN 9780199593064) Kings of Connacht to 1224 p. 138.